# Annette Leo

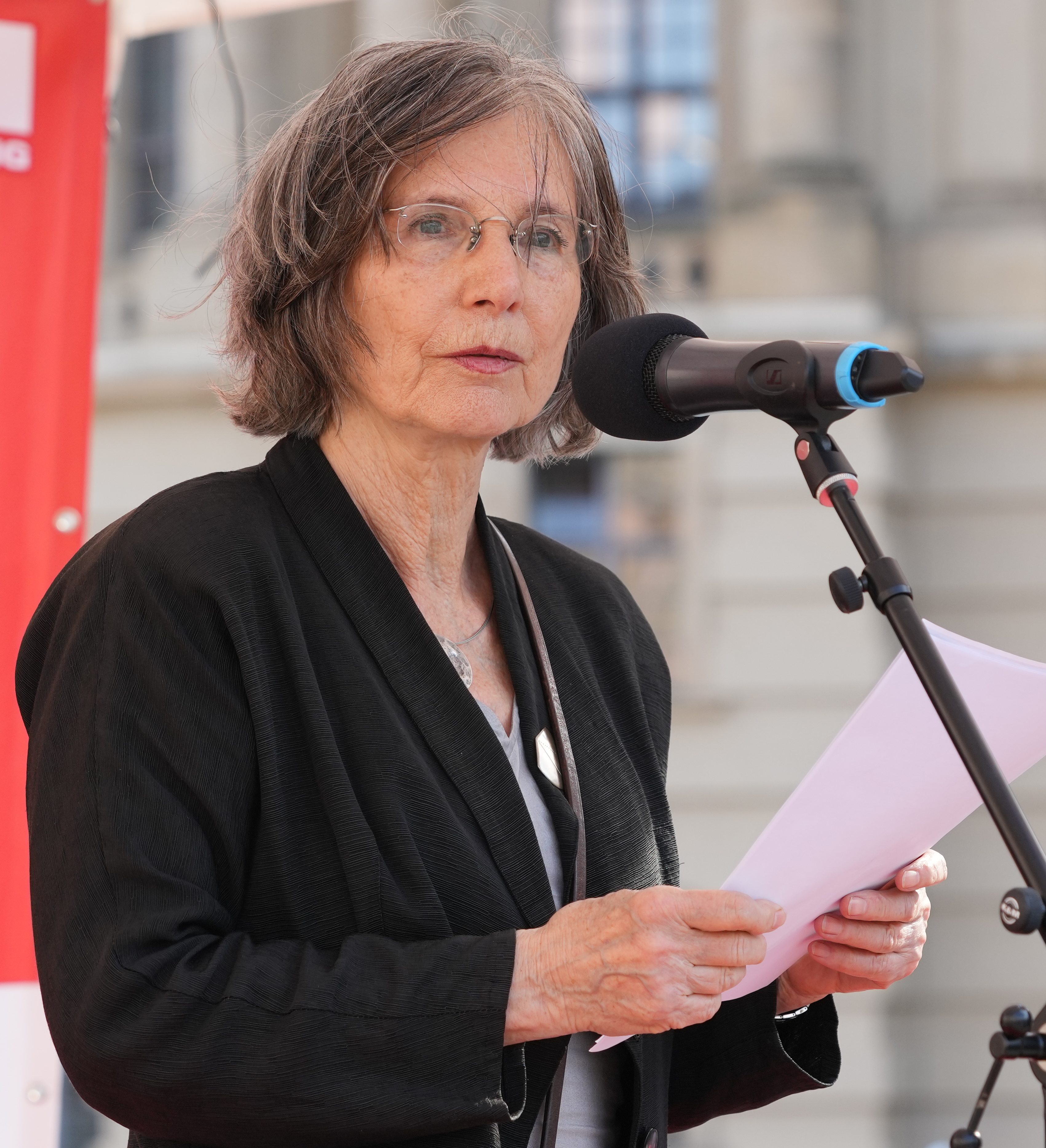
Annette Leo, 2022

Annette Leo (* 25. Februar 1948 in Düsseldorf) ist eine deutsche Historikerin, Biografin und Herausgeberin.

## Leben
1952 übersiedelten die Eltern von Annette Leo nach Berlin (Ost). Ihr Vater war der aus einer jüdischen Familie stammende Journalist Gerhard Leo. 1966 legte sie ihr Abitur ab, absolvierte bis 1968 ein Volontariat bei der Berliner Zeitung und studierte von 1968 bis 1973 Geschichte und Romanistik an der Humboldt-Universität zu Berlin in Ost-Berlin. Danach arbeitete sie als Journalistin, unter anderem bei der Zeitschrift Horizont. Während des Studiums kam 1970 ihr Sohn Maxim Leo zur Welt. 1982 promovierte sie zum Thema „Spanische Arbeiterkommissionen im Kampf gegen das Franco-Regime“.
Von 1982 bis 1986 arbeitete sie als Redakteurin bei der Neuen Berliner Illustrierten und von 1986 bis 1989 als freiberufliche Historikerin und Publizistin. Nach dem Ende der DDR hatte sie von 1991 bis 1993 eine Anstellung als wissenschaftliche Mitarbeiterin am Prenzlauer Berg Museum. Von 1993 bis 1996 war sie am Forschungsinstitut für Arbeiterbildung Recklinghausen beschäftigt.
2001 bis 2005 arbeitete sie am Zentrum für Antisemitismusforschung der Technischen Universität Berlin, wo sie 2004 eine Biografie über Wolfgang Steinitz veröffentlichte. Anschließend wechselte sie als wissenschaftliche Mitarbeiterin zum Historischen Institut der Friedrich-Schiller-Universität Jena.
1991 veröffentlichte Annette Leo unter dem Titel Briefe zwischen Kommen und Gehen eine Biografie ihres Großvaters Dagobert Lubinski, eines kommunistischen Journalisten und Widerstandskämpfers, der als Jude im KZ Auschwitz ermordet wurde. 2012 entfachte sie mit ihrer Strittmatter-Biografie eine breite Diskussion zum Umgang mit dem Schriftsteller und seiner historischen Einordnung.
Für „Das ist so’n zweischneidiges Schwert hier unser KZ…“ : Der Fürstenberger Alltag und das Frauenkonzentrationslager Ravensbrück wurde sie 2008 mit dem Annalise-Wagner-Preis ausgezeichnet.
In ihrem 2018 erschienenen dokumentarischen Bericht Das Kind auf der Liste stellt Leo das Schicksal des Sinto Willy Blum und seiner Familie dar. Willy Blum wurde 1944 mit 16 Jahren zusammen mit seinem 10-jährigen Bruder Rudolf vom KZ Buchenwald in das KZ Auschwitz-Birkenau gebracht, dort wurden beide ermordet. Die beiden Jungen gehörten zu 200 Kindern und Jugendlichen dieses Todeszugs von Buchenwald nach Auschwitz. Ursprünglich sollte auch der 3-jährige Stefan Jerzy Zweig mit der Nummer 200 dazu gehören; diese Nummer erhielt dann jedoch Willy Blum, sodass beider Schicksal miteinander verknüpft wurde.
Annette Leo lebt in Berlin (2018). Ihr Sohn Maxim Leo ist Journalist für die Berliner Zeitung, Filmautor und Schriftsteller.
Im Jahr 2022 war sie 56. Stadtschreiberin von Rheinsberg.

## Schriften (Auswahl)
Monographien:
- Das Kind auf der Liste. Die Geschichte von Willy Blum und seiner Familie. Mit einem Vorwort von Romani Rose. Aufbau Taschenbuch, Berlin 2018, ISBN 978-3-7466-3431-9.
- Mit Christian König: Die »Wunschkindpille«. Weibliche Erfahrung und staatliche Geburtenpolitik in der DDR. Wallstein-Verlag, Göttingen 2015, ISBN 978-3-8353-1655-3.
- Erwin Strittmatter – Die Biographie. Aufbau-Verlag, Berlin 2012, ISBN 978-3-351-03395-8. (Rezension von Wilfried F. Schoeller im Deutschlandfunk)[5]
- „Das ist so’n zweischneidiges Schwert hier unser KZ …“ Der Fürstenberger Alltag und das Frauenkonzentrationslager Ravensbrück. Mit Fotos von Peter Grätz. Metropol, Berlin 2007, ISBN 978-3-938690-61-1.
- Leben als Balance-Akt. Wolfgang Steinitz: Kommunist, Jude, Wissenschaftler. Berlin 2006, ISBN 978-3-320-02905-0.
- Umgestoßen. Provokation auf dem Jüdischen Friedhof in Berlin Prenzlauer Berg 1988. Metropol Verlag, Berlin 2005, ISBN 3-938690-06-2.

Herausgeberschaften:
- Den Unterdrückten eine Stimme geben?. Die International Oral History Association zwischen politischer Bewegung und wissenschaftlichem Netzwerk. Mit Franka Maubach. Wallstein, Göttingen 2013, ISBN 978-3-8353-1161-9.
- Mein Land verschwand so schnell... : 16 Lebensgeschichten und die Wende 1989/90. Mit Agnès Arp. Redaktion Martin Boeck. wtv-Campus, Weimar 2009, ISBN 978-3-939964-48-3.
- Vielstimmiges Schweigen. Neue Studien zum DDR-Antifaschismus. Hrsg. Peter Reif-Spirek, Metropol Verlag, Berlin 2001, ISBN 3-932482-78-6.
- Helden, Täter und Verräter. Studien zum DDR-Antifaschismus. Hrsg. mit Peter Reif-Spirek, Metropol, Berlin 1999, ISBN 978-3-932482-22-9.
- Geschichte wird Erinnerung – zum 50. Jahrestag der Befreiung im Land Brandenburg. Berichte, Dokumente, Essays, Fotos. Hrsg. Ministerium für Wissenschaft, Forschung und Kultur des Landes Brandenburg, Brandenburgische Landeszentrale für Politische Bildung, Redaktion Annette Leo, Ministerium für Wissenschaft, Forschung und Kultur des Landes Brandenburg, Potsdam 1995, ISBN 978-3-930294-06-0. (Brandenburg, Sachsenhausen, Ravensbrück 45 – 95.)
- Die wiedergefundene Erinnerung – verdrängte Geschichte in Osteuropa. Hrsg. und mit einem Vorwort von Annette Leo, aus dem Franz. von Barbara Hahn, Basisdruck, Berlin 1992, ISBN 978-3-86163-048-7.
- Briefe zwischen Kommen und Gehen. Briefsammlung Dagobert Lubinski 1936–1943. Basis-Druck, Berlin 1991, ISBN 3-86163-017-6.